# Fothergilla major
Fothergilla major (stor häxal) är en växtart som ingår i släktet Fothergilla och familjen trollhasselväxter. Inga underarter finns listade i Catalogue of Life. Fothergilla major beskrevs först av John Sims och fick sitt nu gällande namn av Conrad Loddiges. 

## Bildgalleri

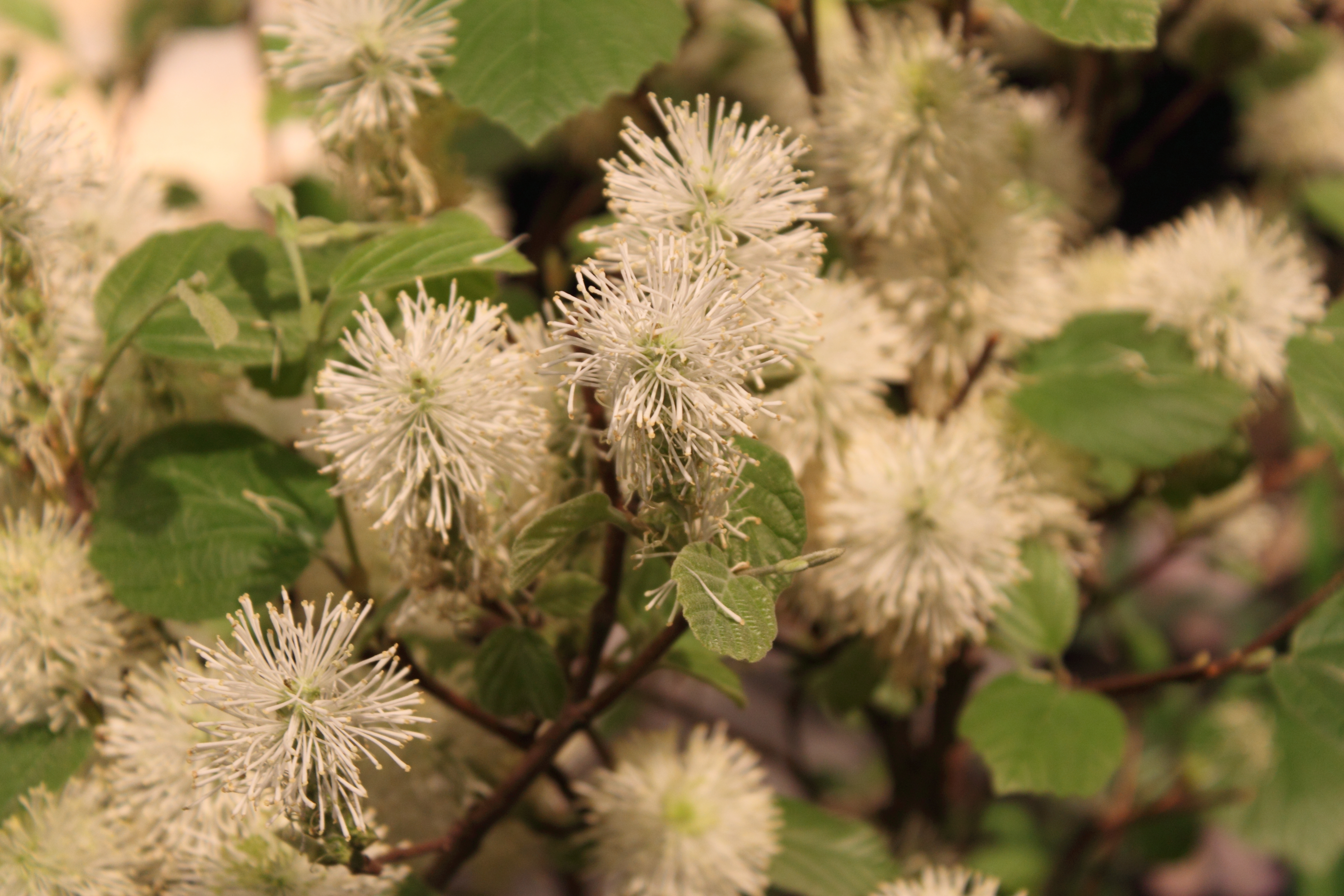
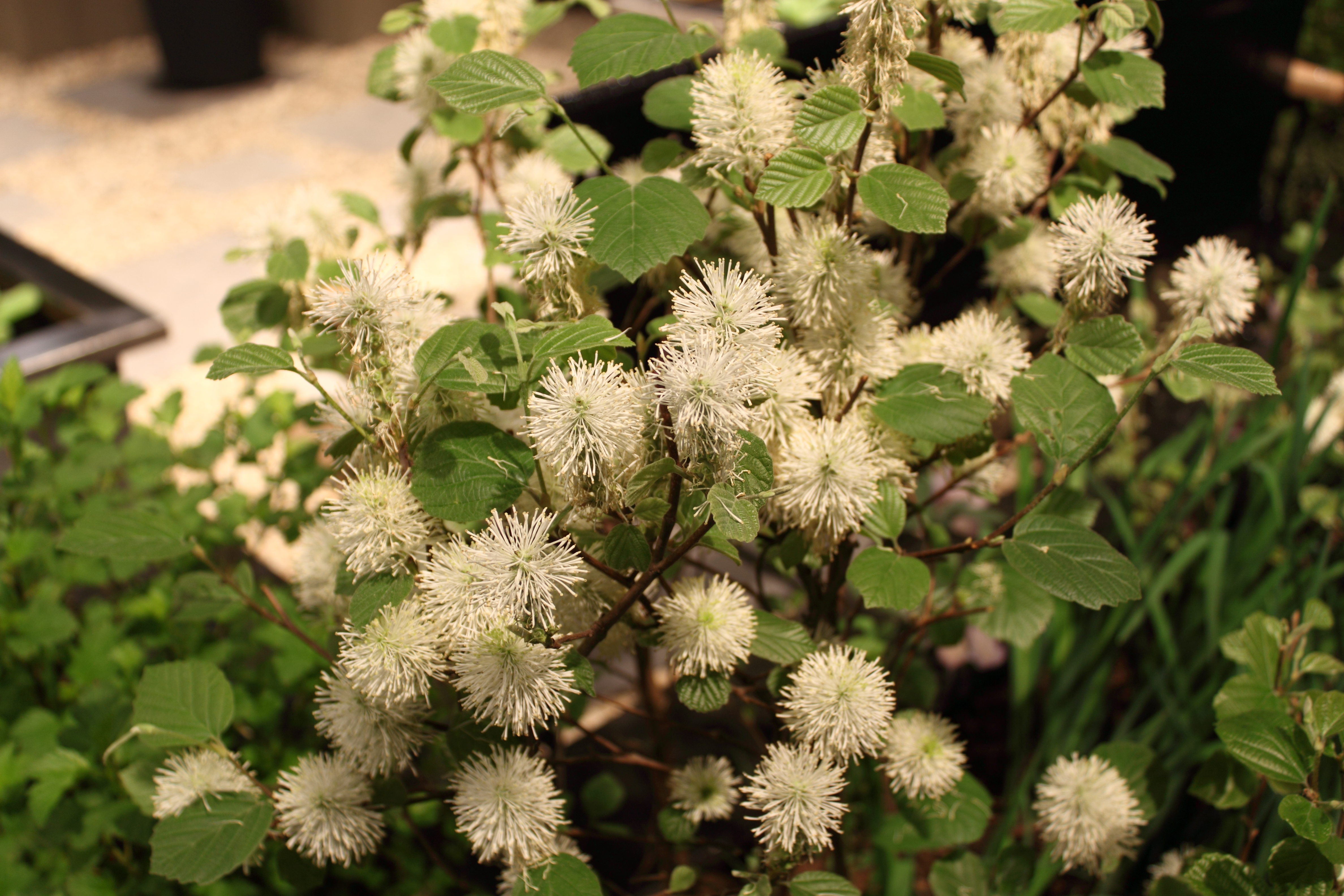
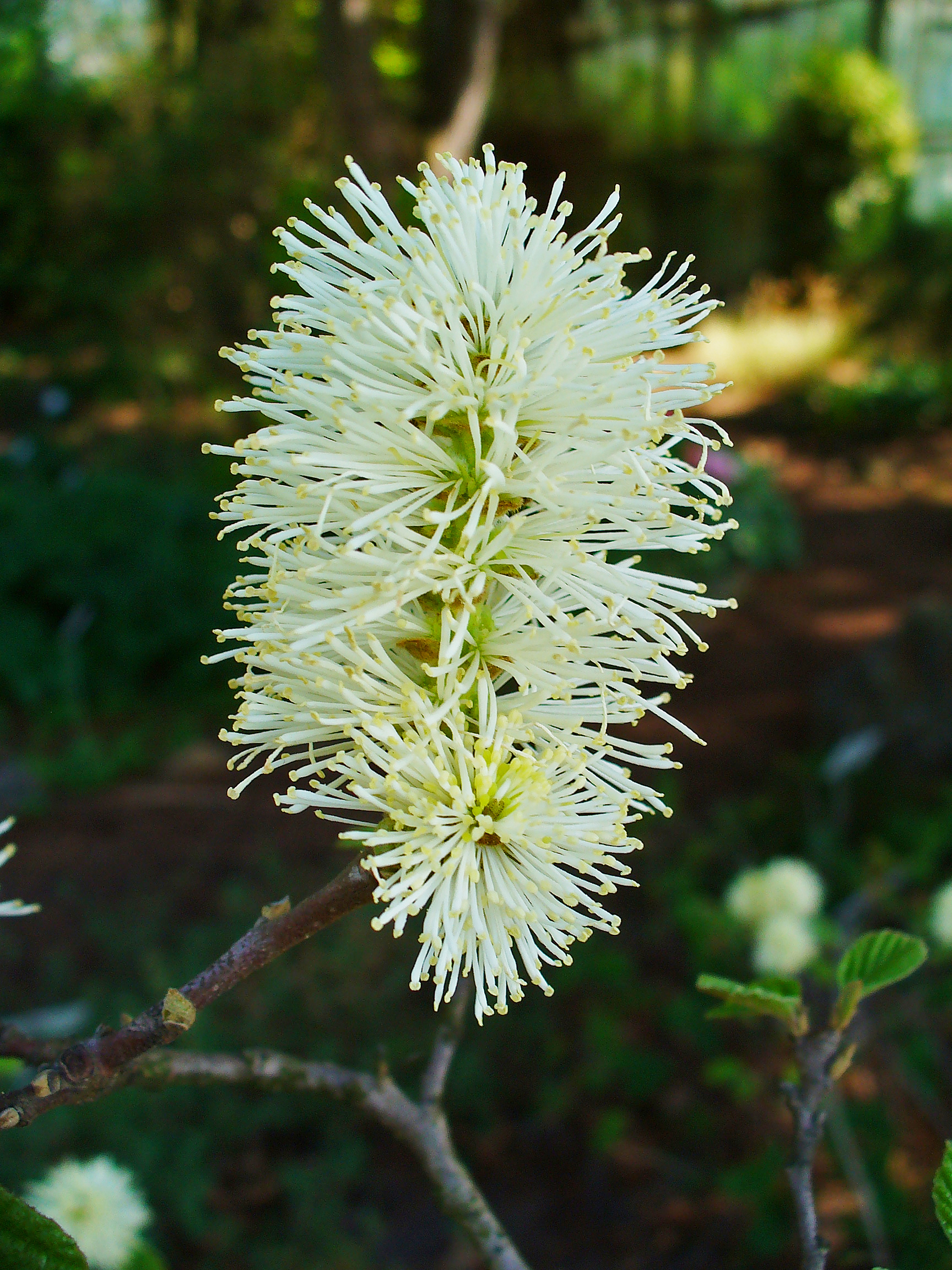
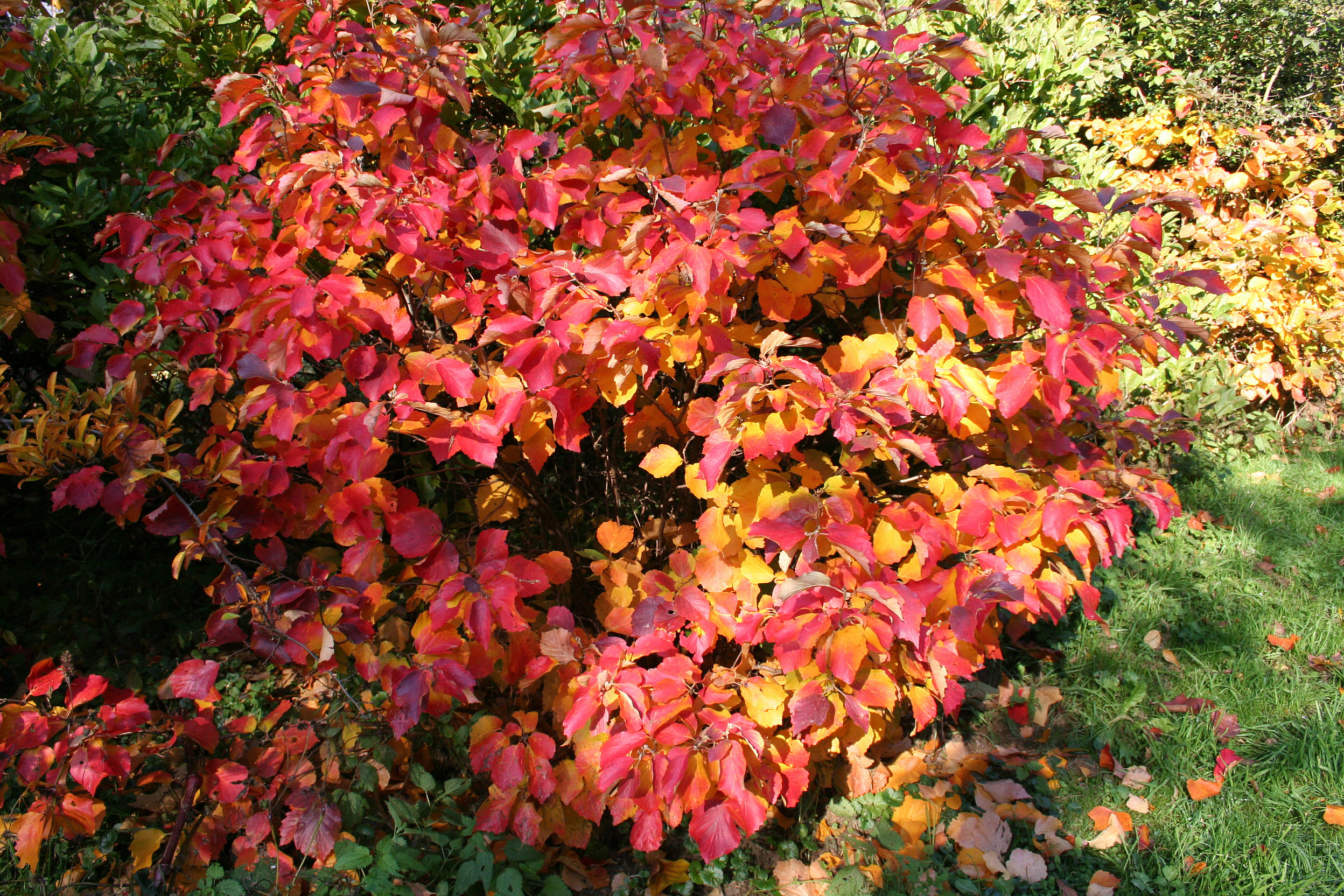
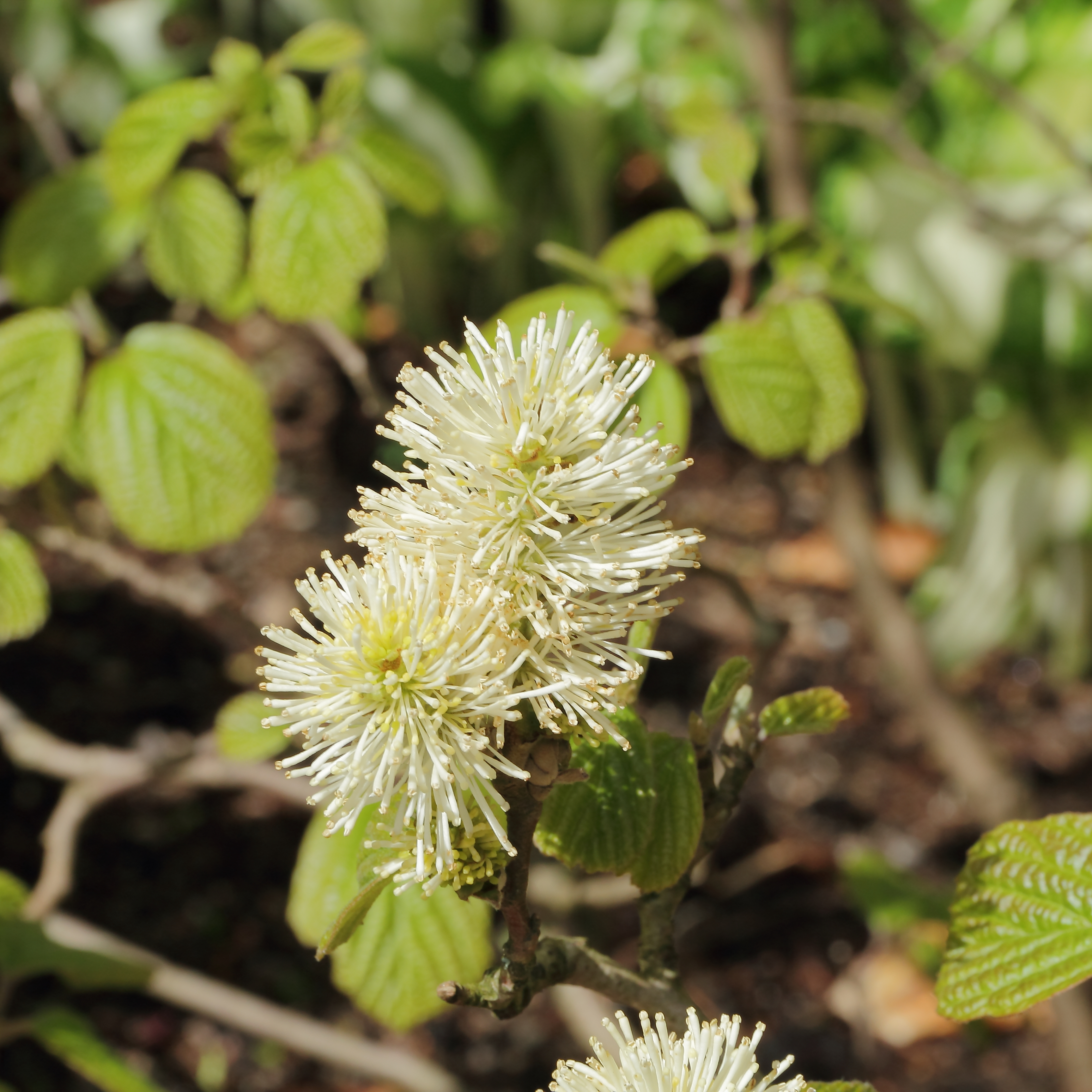
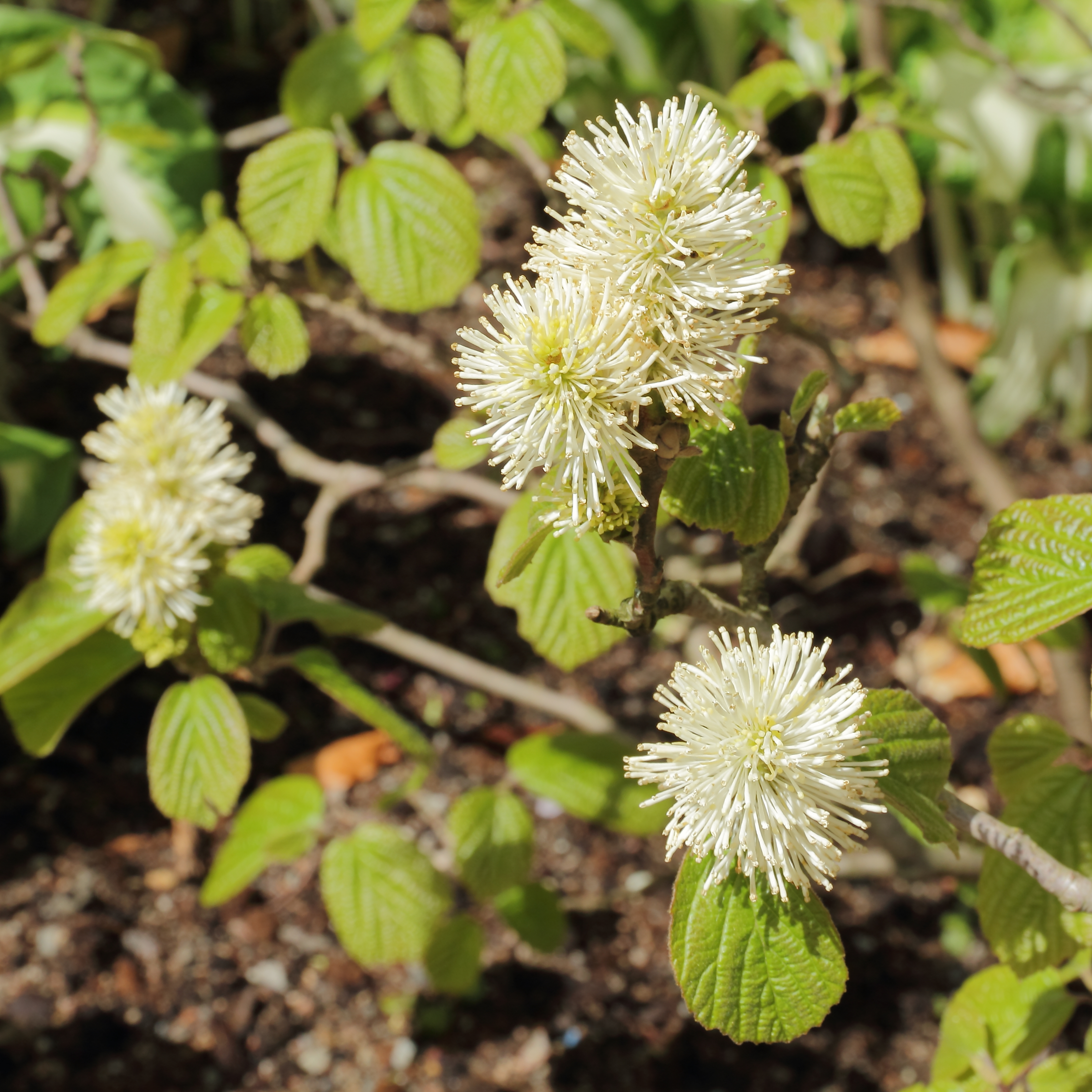